# Gschnitztal
Het Gschnitztal is een westelijk zijdal van het Tiroler Wipptal in het district Innsbruck Land van de Oostenrijkse deelstaat Tirol. Het buigt bij Steinach am Brenner uit dit dal af. Aan het begin van het dal ligt de 674 meter lange brug Gschnitztalbrücke van de Brenner Autobahn. De provinciale weg Gschnitztalstraße (L10) voert onder deze brug door, bij een maximale stijging van 11%, via de gemeenten Trins en Gschnitz naar het einde van het dal, waar op 1487 meter hoogte de Laponesalm gelegen is. Ten westen van Gschnitz buigt het Sandestal naar het zuiden af.
Terwijl Trins wordt gekenmerkt door een Retoromaanse bouwstijl met dicht opeen gebouwde huizen, is Gschnitz een typisch voorbeeld van een Bajuwaarse nederzetting, met veel verspreide huizen.
Het berglandschap van het brede trogdal wordt gekenmerkt door een combinatie van bergflanken uit oergesteente en kalkgesteente. De 2241 meter hoge Blaser bij Trins is rijk aan bloemen als gevolg van de geologische ondergrond die de berg biedt. Andere belangrijke bergtoppen zijn de 3277 meter hoge Habicht, op de grens met het Stubaital, de 2976 meter hoge Gschnitzer en de 3097 meter hoge Pflerscher Tribulaun.
Door het dal stroomt de Gschnitzbach, die in Steinach am Brenner uitmondt in de Sill.